# BCI Stadium
Le BCI Stadium est un stade multifonction situé à Avarua, la capitale des îles Cook. 
Anciennement nommé Tereora National Stadium, ce stade est construit en 1985 et accueille les matchs internationaux des différentes équipes nationales cookiennes, notamment de rugby à XV, rugby à XIII et football. Il prend le nom de BCI Stadium en 2009 à la suite d'un partenariat avec la Bank of the Cook Islands. D'une capacité de 3 000 places, il comprend également une piste d'athlétisme.

## Historique
Le Tereora National Stadium, stade d'une capacité de 3 000 places situé à Avarua,, est construit en 1985 pour les mini-jeux du Pacifique Sud disputés sur l'île de Rarotonga, c'est le principal équipement sportif des îles Cook. Il comprend également une piste d'athlétisme de six couloirs rénovée en 2009 pour un coût de 1,2 million de dollars.
En 2009, à la suite des travaux de rénovation réalisés pour les mini-jeux du Pacifique Sud , il prend le nom de BCI Stadium grâce à un partenariat avec la Bank of the Cook Islands. Le stade accueille en 2014 les championnats d'Océanie d'athlétisme.

## Utilisations
Le stade est utilisé pour les compétitions d'athlétisme et les sports collectifs. Il accueille ainsi les rencontres à domicile de l'équipe nationale de rugby à XIII, de rugby à XV et de football.
Il est l'hôte des mini-jeux du Pacifique Sud en 1985 et en 2009 ainsi que des championnats d'Océanie d'athlétisme en 2014.